# Fresnoy-au-Val
Fresnoy-au-Val és un municipi francès situat al departament del Somme i a la regió dels Alts de França. L'any 2007 tenia 246 habitants.

## Demografia

### Població

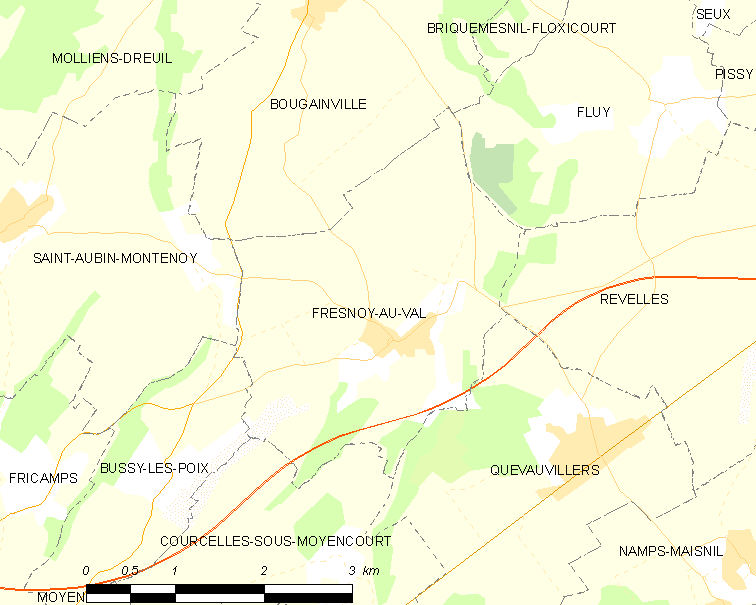
mapa del municipi

El 2007 la població de fet de Fresnoy-au-Val era de 246 persones. Hi havia 100 famílies de les quals 24 eren unipersonals (8 homes vivint sols i 16 dones vivint soles), 36 parelles sense fills i 40 parelles amb fills.

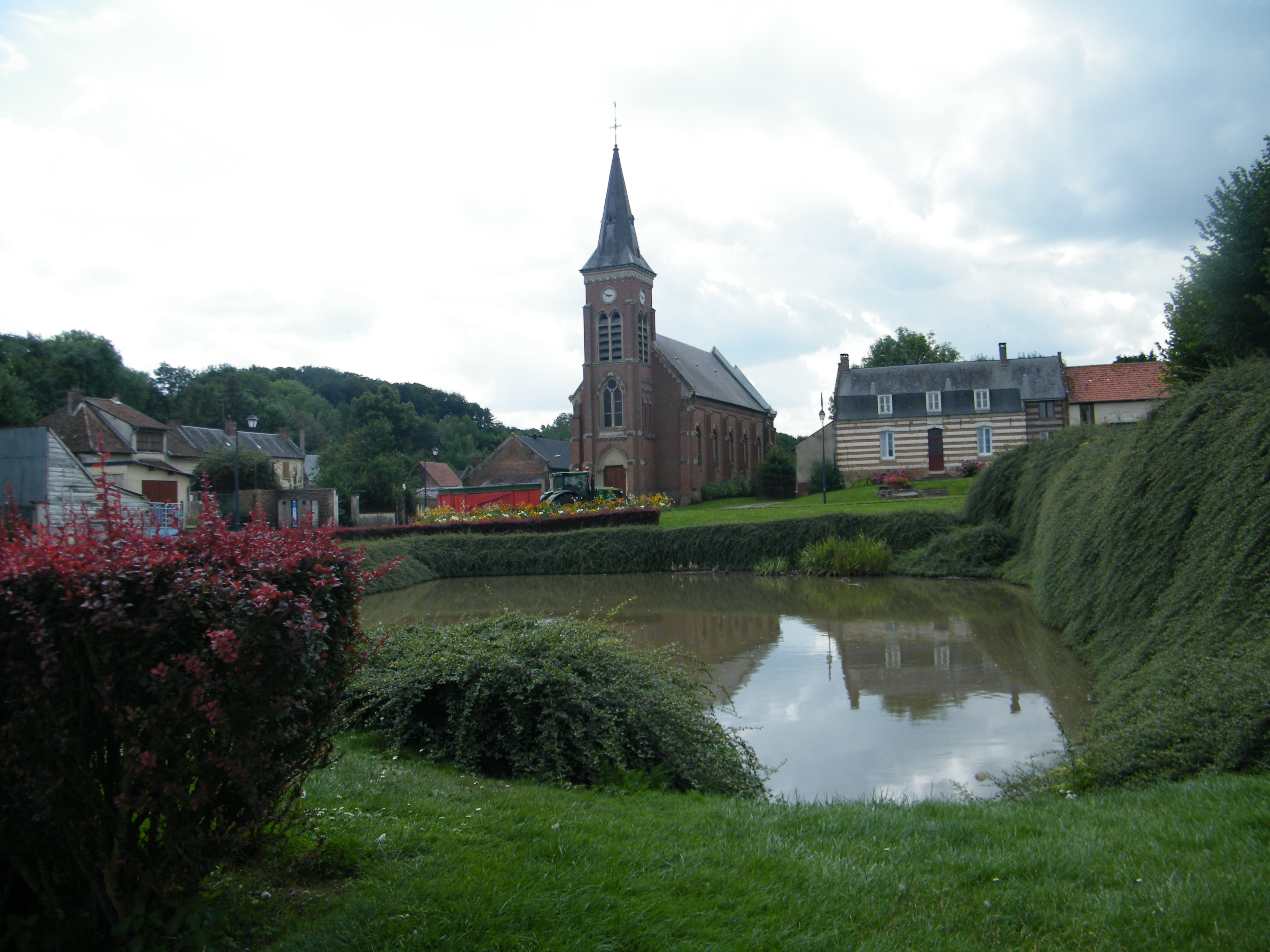

La població ha evolucionat segons el següent gràfic:
Habitants censats

### Habitatges
El 2007 hi havia 109 habitatges, 98 eren l'habitatge principal de la família, 5 eren segones residències i 6 estaven desocupats. Tots els 108 habitatges eren cases. Dels 98 habitatges principals, 90 estaven ocupats pels seus propietaris, 2 estaven llogats i ocupats pels llogaters i 5 estaven cedits a títol gratuït; 1 tenia una cambra, 3 en tenien dues, 18 en tenien tres, 23 en tenien quatre i 52 en tenien cinc o més. 74 habitatges disposaven pel capbaix d'una plaça de pàrquing. A 39 habitatges hi havia un automòbil i a 49 n'hi havia dos o més.

### Piràmide de població

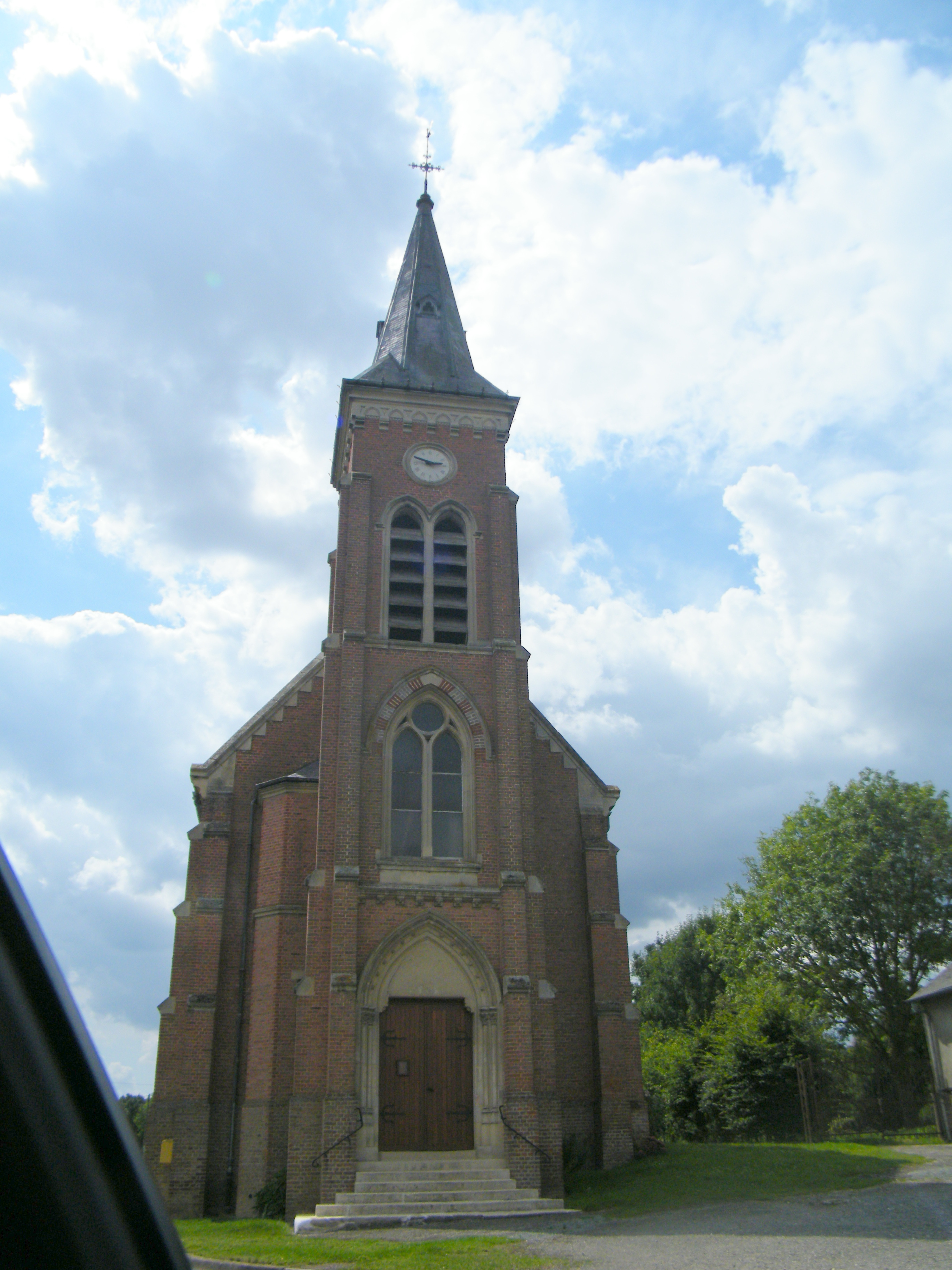

La piràmide de població per edats i sexe el 2009 era:
| Homes | Edats   | Dones |
| ----- | ------- | ----- |
| 0     | 95 o +  | 0     |
| 0     | 90 a 94 | 0     |
| 0     | 85 a 89 | 4     |
| 0     | 80 a 84 | 0     |
| 4     | 75 a 79 | 8     |
| 0     | 70 a 74 | 12    |
| 8     | 65 a 69 | 0     |
| 0     | 60 a 64 | 4     |
| 8     | 55 a 59 | 4     |
| 4     | 50 a 54 | 16    |
| 4     | 45 a 49 | 4     |
| 8     | 40 a 44 | 0     |
| 20    | 35 a 39 | 16    |
| 4     | 30 a 34 | 12    |
| 0     | 25 a 29 | 0     |
| 4     | 20 a 24 | 0     |
| 4     | 15 a 19 | 8     |
| 12    | 10 a 14 | 12    |
| 20    | 5 a 9   | 4     |
| 8     | 0 a 4   | 8     |

## Economia

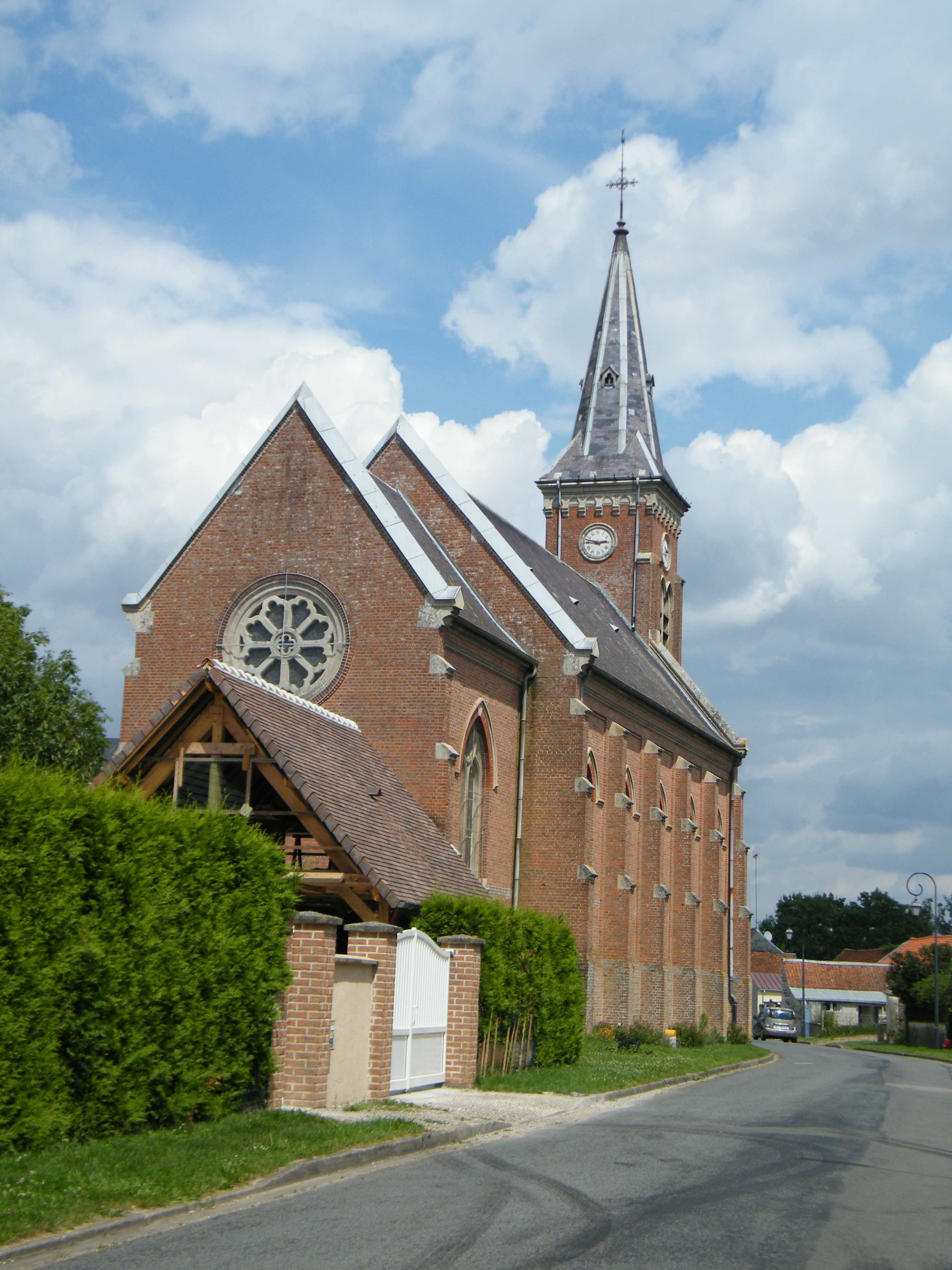

El 2007 la població en edat de treballar era de 163 persones, 117 eren actives i 46 eren inactives. De les 117 persones actives 109 estaven ocupades (56 homes i 53 dones) i 8 estaven aturades (2 homes i 6 dones). De les 46 persones inactives 11 estaven jubilades, 23 estaven estudiant i 12 estaven classificades com a «altres inactius».

### Ingressos
El 2009 a Fresnoy-au-Val hi havia 102 unitats fiscals que integraven 255 persones, la mediana anual d'ingressos fiscals per persona era de 20.382 €.

### Activitats econòmiques

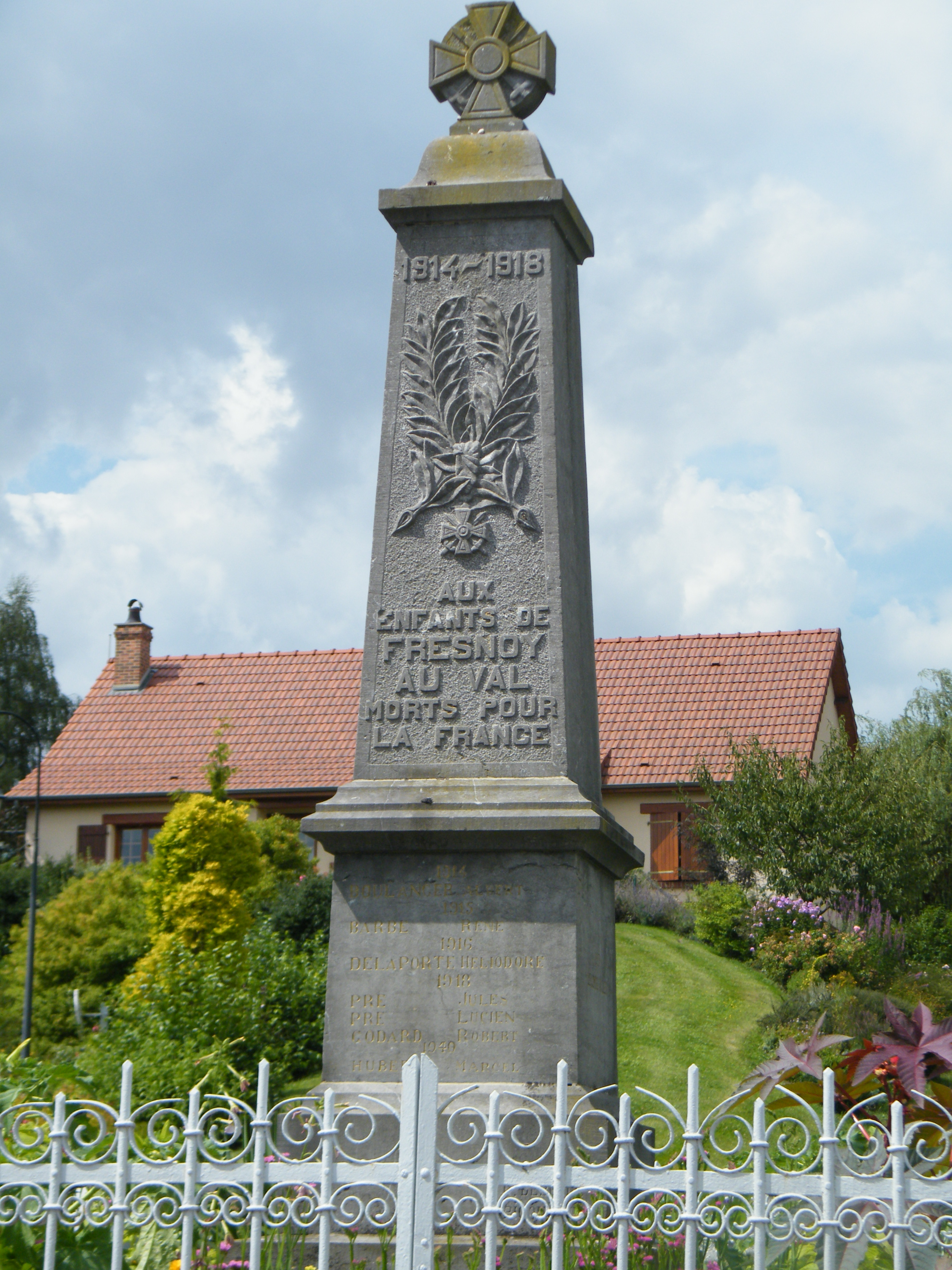

Dels 8 establiments que hi havia el 2007, 1 era d'una empresa extractiva, 1 d'una empresa de construcció, 3 d'empreses de comerç i reparació d'automòbils i 3 d'empreses financeres.
Els 2 establiments comercials que hi havia el 2009 eren botigues de roba.
L'any 2000 a Fresnoy-au-Val hi havia 7 explotacions agrícoles que ocupaven un total de 464 hectàrees.

## Poblacions més properes

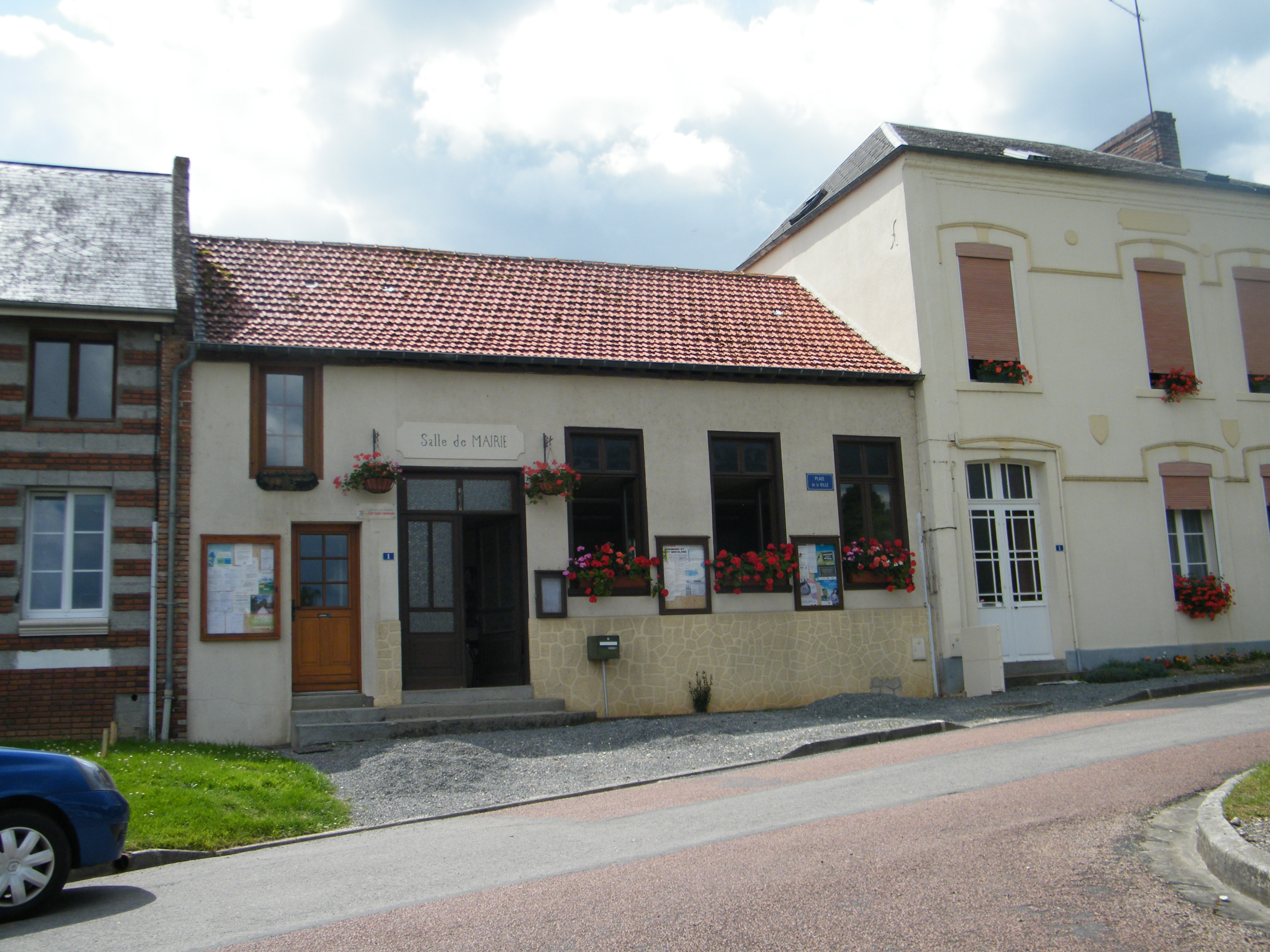

El següent diagrama mostra les poblacions més properes.